# Rheotanytarsus tamatertius
Rheotanytarsus tamatertius är en tvåvingeart som beskrevs av Sasa 1980. Rheotanytarsus tamatertius ingår i släktet Rheotanytarsus och familjen fjädermyggor. Inga underarter finns listade i Catalogue of Life.